# Frederico Trebbi
Frederico Alberto Crispin Francisco Arnoldi Trebbi (Roma, 22 de maio de 1837 — Pelotas, 4 de abril de 1928) foi um comerciante, fotógrafo, pintor e professor italiano ativo no Brasil.
Fez estudos artísticos na Academia de Belas Artes, em Roma. Deixou a Itália aos vinte anos a negócios, residindo, entre 1858 e 1864, no Chile, Argentina, Uruguai, Bolívia e Paraguai. Eclodindo a Guerra do Paraguai, mudou-se para o Brasil, para cujas forças armadas realizou importantes serviços de mapeamento topográfico e documentação fotográfica, sendo agraciado com o título de Comendador e Cavaleiro da Coroa. Pretendia voltar à Itália ao término do conflito, mas a convite do padre D'Argencio, capelão do exército brasileiro, visitou Mostardas em 1869, onde conheceu sua futura esposa, e com isso veio a fixar-se definitivamente no Rio Grande do Sul.

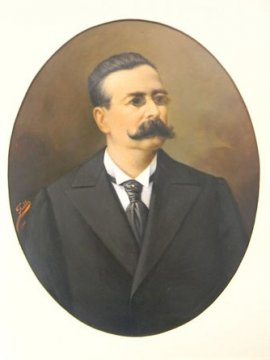
Retrato de um desconhecido, pintura de Frederico Trebbi.

Como a pequena vila não oferecia campo para seu trabalho, mudou-se imediatamente após o casamento para Pelotas. Encerrou ali suas atividades comerciais e abriu um atelier e curso de desenho e pintura, consagrando o resto de sua vida à arte. Durante alguns anos a partir de 1896 residiu em Porto Alegre, onde dedicou muito de seu tempo à fotografia, assumindo a direção do ateliê fotográfico de Jacinto Ferrari. Depois disso retornou a Pelotas, onde veio a falecer. Durante muitos anos exerceu o cargo de agente consular da Itália.
Seu método de ensino se baseava principalmente na cópia, embora sempre incentivasse também a criação a partir da natureza, para melhor compreensão e captação dos efeitos de luz e das cores e formas originais. Foi ele quem introduziu na região de Pelotas o estudo do nu, embora sempre com alunos do sexo masculino, uma vez que o tema era ainda um tabu. Com o crescimento de seu prestígio passou a ocupar a cadeira de desenho na Academia de Comércio de Pelotas, onde atuou por longos anos. Também ensinou no Colégio Pelotense, onde se aposentou. Foram seus alunos Leopoldo Gotuzzo e Abadie Faria Rosa.
Em sua obra pessoal seguia a escola acadêmica, e segundo Athos Damasceno, seus trabalhos, ainda que não tenham chegado a níveis superiores, podem ser considerados corretos, limpos e espontâneos, e fiéis à escola que o formou. Privilegiou o retrato, embora também tenha realizado obras com cenas de gênero, paisagens e cenas regionalistas e históricas. Nas palavras da crítica Neiva Bohns, "o tratamento que soube dar às fisionomias de seus retratados, assim como aos detalhes das vestimentas, das condecorações e das jóias, testemunham sua grande habilidade para a pintura. As razões pelas quais não produziu, em maior quantidade, obras pictóricas mais variadas, podem estar relacionadas com o tipo de demanda que satisfazia o público sulino: retratos, nada mais do que retratos".
Junto com Guilherme Litran, foi um dos principais artistas e professores de arte de Pelotas em sua geração, contribuindo para refinar o gosto e estimular o interesse dos locais pela arte. Athos Damasceno disse que seus serviços à província, no campo da arte, não podem ser esquecidos. Seu nome batiza uma rua de Pelotas e uma sala de exposições na sede da Prefeitura. Foi casado com Maria José de Freitas Parafita, deixando descendência. Seu filho Atílio Alberto Trebbi viveu em Porto Alegre, onde foi cartógrafo e desenhista da Secretaria de Obras do Estado, sendo o autor do mapa oficial da cidade de 1906, e professor do Instituto Técnico Profissional da Escola de Engenharia.